# Latia-luciferina monoossigenasi (demetilante)
La Latia-luciferina monoossigenasi (demetila) è un enzima appartenente alla classe delle ossidoreduttasi, che catalizza la seguente reazione:
Latia luciferina + AH2 + 2 O2 ⇄ Latia luciferina ossidata + CO2 + formato + A + H2O + hν
È una flavoproteina. Latia è un mollusco bioluminescente. La reazione probabilmente coinvolge due enzimi, una ossigenasi seguita da una monoossigenasi per l'attuale passo di emissione della luce.